# Större bandtångsnäcka

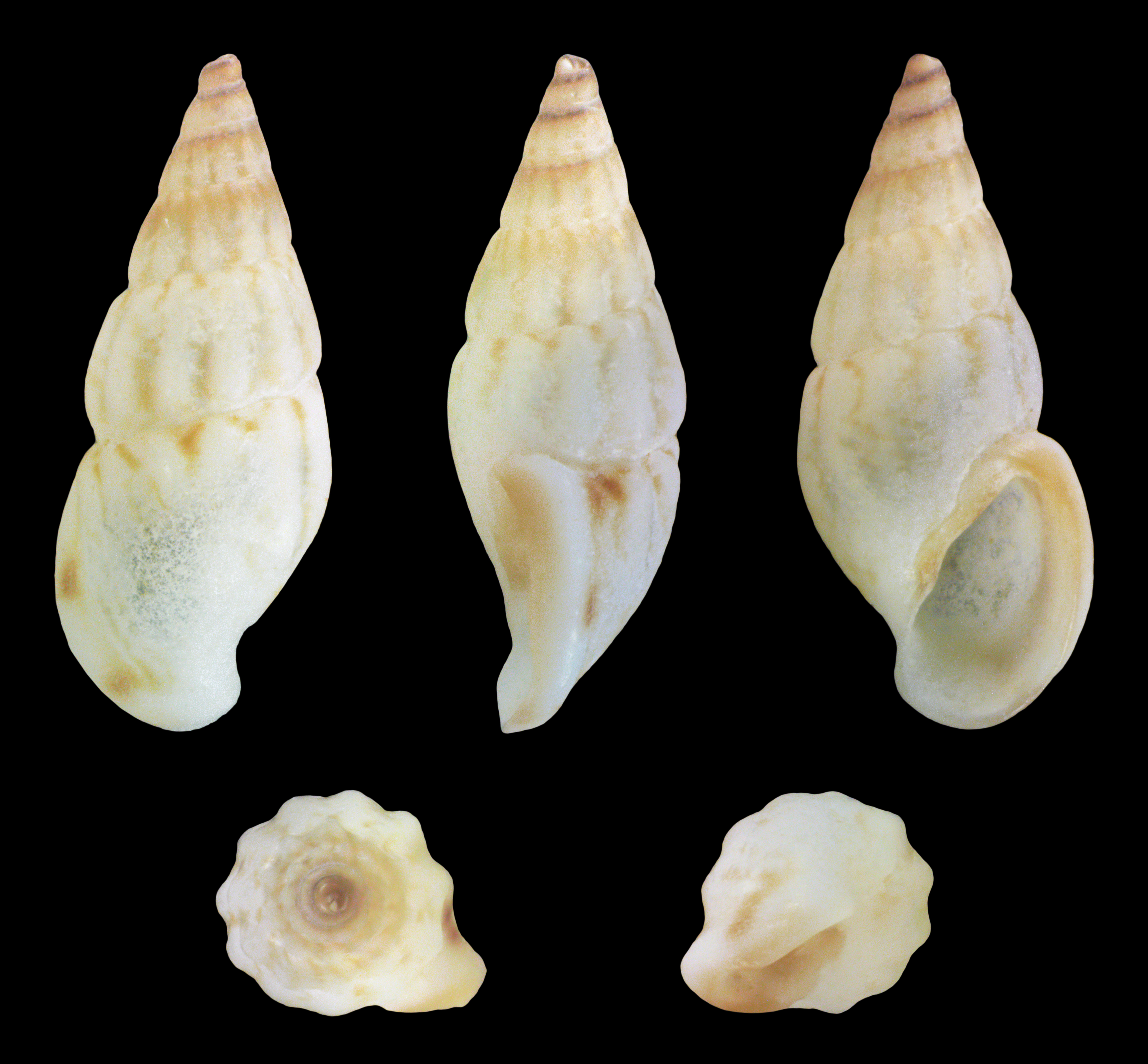
Rissoa membranacea var. labiosa

Större bandtångsnäcka (Rissoa membranacea) är en snäckart som först beskrevs av J. Adams 1800.  Större bandtångsnäcka ingår i släktet Rissoa och familjen Rissoidae. Arten är reproducerande i Sverige.

## Underarter
Arten delas in i följande underarter:
- R. m. membranacea
- R. m. cornea
- R. m. gracilis
- R. m. octona